# Чековник
Чековник (словен. Čekovnik) — розсіяне поселення в горах на захід від Ідрії, Регіон Горишка, Словенія. Висота над рівнем моря: 647,4 м.